# (99906) Uofalberta
(99906) Uofalberta est un astéroïde de la ceinture principale.

## Description
(99906) Uofalberta est un astéroïde de la ceinture principale. Il fut découvert le 17 août 2002 à l'observatoire Palomar par Andrew Lowe. Il présente une orbite caractérisée par un demi-grand axe de 3,21 UA, une excentricité de 0,09 et une inclinaison de 11,7° par rapport à l'écliptique.

## Compléments